# 조카 알하르티
조카 알하르티(1978년 ~ , 아랍어: جوخة الحارثي)는 오만의 작가이자 대학 교수이다. 2019년에 출간된 《천체: 세 자매 이야기》(아랍어: سيدات القمر)를 통해 국제 부커상을 수상한 것으로 유명하다. 알하르티는 국제 부커상을 수상한 최초의 아랍 세계 출신 작가이다. 그는 4편의 아랍어 소설을 썼는데 이 가운데 2편은 영어로 번역되었다.

## 생애
알하르티는 1978년에 태어나서 오만과 영국에서 교육을 받았다. 영국 에든버러 대학교에서 아랍 고전 문학 박사 학위를 취득하고 2011년에 졸업했다. 알하르티는 2010년에 오만 무스카트에 위치한 술탄 카부스 대학교에서 아랍 고전 문학 교수직을 제안받았고 나중에 부교수로 재직하게 된다. 알하르티에게는 세 자녀가 있다.
알하르티는 단편 소설 3권, 동화책 3권, 소설 4권(《꿈》, 《천체: 세 자매 이야기》, 《쓴 맛이 나는 오렌지》, 《가젤 비단》)을 출간했으며 학술 작품도 저술했다. 그의 작품은 영어, 세르비아어, 한국어, 이탈리아어, 독일어로 번역되었고 영국 런던에서 발행된 아랍 문학 잡지인 《바니팔》 잡지에 게재되었다. 알하르티는 2016년 소설 《쓴 맛이 나는 오렌지》를 통해 오만 정부에서 수여하는 술탄 카부스 문화예술문학상을 수상했다.
《천체: 세 자매 이야기》는 2011년에 자예드상 최종 후보에 올랐다. 메릴린 부스의 영어 번역본은 2018년 6월에 영국에서 샌드스톤 프레스에서 출간되었으며 2019년에 국제 부커상을 수상했다. 《천체: 세 자매 이야기》는 아랍어 작가가 국제 부커상을 수상한 최초의 작품이자 오만 출신 여성이 영어 번역에 참여한 최초의 소설이다. 심사위원들은 이 책을 "이전에는 가려져 있던 전환기와 삶으로의 사회에 대한 풍부한 상상력과 매력, 시적 통찰력을 담고 있는 작품"이라고 평가했다. 《천체: 세 자매 이야기》는 2020년 당시에 영어 이외에 프랑스어, 러시아어, 중국어, 이탈리아어, 포르투갈어, 브라질 포르투갈어, 카탈루냐어, 스웨덴어, 노르웨이어, 페르시아어, 튀르키예어, 말라얄람어, 싱할라어, 그리스어, 루마니아어, 불가리아어, 크로아티아어, 슬로베니아어, 아제르바이잔어 등으로 번역되어 출간되었다. 2024년에는 대한민국의 출판사인 팬덤북스(서랍의날씨)에서 《천체: 세 자매 이야기》의 한국어 번역본이 출판되었다.
알하르티의 소설 《쓴 맛이 나는 오렌지》는 메릴린 부스에 의해 영어로 번역되어 출판되었다. 이 책은 2022년 번역 부문에서 가장 많이 리뷰된 작품 가운데 하나이자 미국의 《타임》 잡지가 선정한 올해의 꼭 읽어야 할 책 100권 가운데 하나로 선정되었다. 미국의 문학 평론가인 다이애나 다크는 《타임》 문학 부록에서 이 책을 "매우 잘 다듬어져 있고 깊은 감정을 표현한 책"이라고 평가했다. 영어권 출신 일부 문학 평론가들의 리뷰는 더 엇갈렸다. 영국의 문학 평론가인 마야 재기는 《가디언》 신문에서 "구조적 결함과 야심찬 전 세계적인 영향력으로 인해 다소 읽기 어렵다."고 지적했다. 반면 미국의 문학 평론가인 론 찰스는 《워싱턴 포스트》에서 론 찰스는 "매우 민감한 소설임에도 불구하고 아무 데도 가지 않고 바퀴를 돌리고 있다."고 극찬했다.
아랍어로 출간된 알하르티의 4번째 소설인 《가젤 비단》은 태어날 때 버려진 한 여성의 이야기를 다루고 있다. 이 소설은 2021년에 레바논의 출판사인 다르 알아답에서 출판되었다.

## 작품
- 《꿈》 (2004년)
- 《천체: 세 자매 이야기》 (2010년)
- 《쓴 맛이 나는 오렌지》 (2016년)
- 《가젤 비단》 (2021년)